# Добріку-Лепушулуй
Добріку-Лепушулуй (рум. Dobricu Lăpușului) — село у повіті Марамуреш в Румунії. Адміністративно підпорядковане місту Тиргу-Лепуш.
Село розташоване на відстані 379 км на північний захід від Бухареста, 30 км на південний схід від Бая-Маре, 83 км на північ від Клуж-Напоки.

## Населення
За даними перепису населення 2002 року у селі проживала 451 особа, усі — румуни. Усі жителі села рідною мовою назвали румунську.